# بوب غوردون
بوب غوردون (بالإنجليزية: Bob Gordon)‏ هو عازف جاز أمريكي، ولد في 11 يونيو 1928 في سانت لويس في الولايات المتحدة، وتوفي في 28 أغسطس 1955 في كاليفورنيا في الولايات المتحدة بسبب حادث مرور.

## وصلات خارجية
- بوب غوردون على موقع ميوزك برينز (الإنجليزية)
- بوب غوردون على موقع أول ميوزيك (الإنجليزية)
- بوب غوردون على موقع ديسكوغز (الإنجليزية)